# روزنامه‌نگار (فیلم ۱۹۹۳)
«روزنامه‌نگار» (انگلیسی: Journalist) یک فیلم است که در سال ۱۹۹۳ منتشر شد.